# Waldkirchen (Petersberg)
Waldkirchen ist ein Ortsteil von Seubersdorf in der Oberpfalz, einer Gemeinde im Landkreis Neumarkt im Oberpfälzer Jura in der Oberpfalz. Waldkirchen ist wohl der älteste Ort der Großgemeinde und die höchstgelegene Pfarrei im Bistum Eichstätt. Der Ort hatte im Dezember 2024 30 Einwohner.

## Geografische Lage

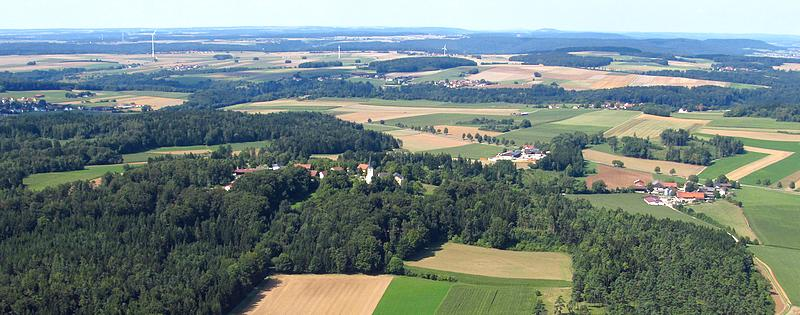
Waldkirchen von oben

Das Pfarrdorf liegt etwa 20 km südöstlich von Neumarkt i. d. OPf auf dem 571 m hohen Petersberg im Oberpfälzer Jura, eigentlich nur ein größerer, teilweise freistehender steiler Hügel, der seine Umgebung kaum einmal 70 m überragt. Da er aber von allen Seiten weithin sichtbar ist, ist er mit dem spitzen Kirchturm zu einem Wahrzeichen der Gegend geworden. Waldkirchen ist ein Ortsteil der Gemeinde Seubersdorf, liegt südwestlich ca. 6 km Luftlinie davon entfernt, östlich der Staatsstraße St 2251 von Berching nach Seubersdorf.

## Klima
Durch seine Lage in Mitteleuropa befindet sich Waldkirchen in der kühlgemäßigten Klimazone. Dabei liegt das Dorf im Übergangsbereich zwischen dem feuchten atlantischen und dem trockenen Kontinentalklima.
|                       | Jan | Feb | Mär | Apr | Mai | Jun | Jul | Aug | Sep | Okt | Nov | Dez |   |      |
| Mittl. Tagesmax. (°C) | 1   | 2   | 7   | 12  | 17  | 21  | 22  | 22  | 18  | 12  | 5   | 2   | ⌀ | 11,8 |
| Mittl. Tagesmin. (°C) | −5  | −4  | −1  | 2   | 7   | 10  | 11  | 11  | 8   | 4   | 0   | −3  | ⌀ | 3,4  |
|                       |     |     |     |     |     |     |     |     |     |     |     |     |   |      |
| Niederschlag (mm)     | 54  | 45  | 51  | 52  | 74  | 91  | 89  | 84  | 60  | 51  | 53  | 58  | Σ | 762  |

| −5 |

| −4 |

| −1 |

| 2 |

| 7 |

| 10 |

| 11 |

| 11 |

| 8 |

| 4 |

| 0 |

| −3 |

| −5 |

| −4 |

| −1 |

| 2 |

| 7 |

| 10 |

| 11 |

| 11 |

| 8 |

| 4 |

| 0 |

| −3 |

| N i e d e r s c h l a g | 54  | 45  | 51  | 52  | 74  | 91  | 89  | 84  | 60  | 51  | 53  | 58  |
|                         | Jan | Feb | Mär | Apr | Mai | Jun | Jul | Aug | Sep | Okt | Nov | Dez |

## Geschichte
Bereits der Name Waldkirchen lässt erahnen, dass es sich um Wald und Kirche handelt. Es wurde Wald gerodet um eine Kirche zu bauen. Die erste Kirche stand bereits um 800 auf dem 571 m hohen Petersberg, wahrscheinlich aus dem Holz des umgebenden Waldes gebaut.
Heimatforscher sehen Anzeichen dafür, dass das erste Gotteshaus schon im 8. Jahrhundert, in der „vorwillibaldinischen“ Zeit erbaut wurde und wahrscheinlich an der Stelle einer germanischen Kultstätte steht. Bereits zur Zeit des ersten Bischofs von Eichstätt, Willibald (741–787), war Waldkirchen-Petersberg ein „uralter kirchlicher Mittelpunkt“. Die Pfarrei, die von Anfang an die Apostelfürsten Petrus und Paulus als Patrone hatte, gehört zu den Urpfarreien im Bistum. Schon um 1000 stand hier eine Steinkirche, die bald zum Ziel von Bittgängen aus den Orten der Umgebung wurde und sich zur Wallfahrtsstätte entwickelte. Dadurch trat sie immer stärker ins Bewusstsein der Menschen, und bald setzte sich synonym für Waldkirchen der Name „Petersberg“ durch.
Bis 1007 hat Waldkirchen vermutlich zum Regensburger Kloster Sankt Emmeram gehört, es kam dann zum neu errichteten Bistum Bamberg und um 1017 zum Bistum Eichstätt. Ein wichtiges Jahr in der Geschichte dürfte das Jahr 1053 gewesen sein. In einer Urkunde, datiert auf den 6. Juni 1053, wird Waldkirchen erstmals erwähnt und erhält am unter dem Eichstätter Bischof Gebhardt I. das Marktrecht (Peterstag) von Kaiser Heinrich III. Die Einnahmen aus dem Marktrecht wurden 1235 dem Eichstätter Domkapitel überlassen, da zu dieser Zeit zu viele Domherrn zu wenig Einnahmen hatten. 1278 befindet sich das Marktrecht allerdings als Lehen bei den Herrn von Heideck. Dieses Recht wird bis heute am jährlich stattfindenden Kirchweihmarkt ausgeübt.
Die Kirche St. Peter und Paul wurde schon immer als Wallfahrtskirche bezeichnet, wenngleich die Bedeutung der Wallfahrt nach der Säkularisation um 1802 zum Erliegen kam. Geblieben ist die Dekanatswallfahrt, einmal im Jahr. Außer der Pfarrkirche besaß Waldkirchen schon sehr früh eine Schule. Die beiden Schulhäuser von 1889 und 1963 stehen noch, ein Vorgängerbau stand an der Stelle des heutigen Kriegerdenkmals. Zu Kirche, Schule und einigen Bauernhöfen gab es stets die Pfarrökonomie auf dem Petersberg, die der Pfarrer betreiben musste, um für seinen Unterhalt zu sorgen. Neben den heute noch vorhandenen Pfarrhöfen von 1874 und 1970 stand der frühere Pfarrhof dicht nördlich an der Pfarrkirche (heute Nebengebäude).
Bis zum 31. Dezember 1975 gehörte Waldkirchen zur Einheitsgemeinde Hermannsberg und wurde am 1. Januar 1976 nach Ittelhofen umgegliedert. Am 1. Juli 1976 kam Ittelhofen mit Waldkirchen zu Seubersdorf in der Oberpfalz.

## Sehenswürdigkeiten

### Pfarr- und Wallfahrtskirche St. Peter und Paul

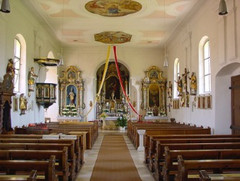
Innenraum St. Peter und Paul

Die Pfarrkirche gehört zum Dekanat Neumarkt und damit zum Bistum Eichstätt. Die Wallfahrtskirche ist den Aposteln Petrus und Paulus geweiht und feiert ihr Patrozinium am 29. Juni. Sie ist mit D-3-73-160-24 als Baudenkmal geschützt.
Das Langhaus entstand im späten 17. Jahrhundert. Die ältesten Grundmauern des Turmes stammen noch aus der Zeit um 1600. 1762 wurde der Turm neu errichtet. Die Hl.-Kreuz-Kapelle wurde vermutlich Ende des 18. Jahrhunderts nördlich angebaut. 1922 wurde das Langhaus (mit Empore und Orgel) nach Westen erweitert.
Im Langhaus der Kirche finden sich drei barocke Deckenbilder, 1967 teilweise von Walter Scheidemandel übermalt. Von ihm und aus der gleichen Zeit stammt auch das Deckenbild über der Orgel als Neuschöpfung; es stellt die Hl. Cäcilia dar.
Die barocken Bilder zeigen die folgenden Szenen:
- Christus übergibt Petrus die Schlüssel
- Mariä Krönung
- Die Bekehrung des Paulus

#### Hochaltar

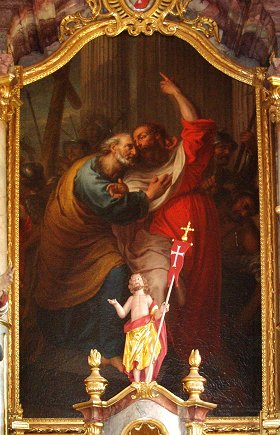
Altarbild „Abschied der Apostel Peter und Paul“, Jakob Dorner 1788

Viersäuliger Altar des Barock mit frühklassizistischem Tabernakel. In den sanft geschwungenen Seitenteilen finden sich Reliquienschaukästen. Auf dem Gebälk brennende Urnen. Im Altarauszug plastische Darstellung des Gottesauges. Seitlich zwischen den Säulen zwei rundplastische Rokokostatuen mit dem Hl. Johannes Evangelist und Jakobus Minor. Das bemerkenswerte Altarbild zeigt den Abschied der Apostel Petrus und Paulus vor ihrem Martyrium, gemalt vom Münchner Galeriedirektor Johann Jakob Dorner d. Ä. 1788.

#### Marienaltar
Schlichtes spätbarockes zweisäuliges Ädikularetabel („Nischenaltar“) mit geschnitzter Bekrönung aus Bandwerk und Akanthusranken. In der großen Mittelnische Maria als Himmelskönigin, spätbarocke Statue. Auf dem Altarauszugsbild Darstellung des Hl. Ignatius von Loyola.

#### Rechter Seitenaltar
Altar in ähnlicher Ausführung wie Marienaltar mit Nazarener-Anbetung aus dem späten 19. Jahrhundert, das die Anbetung der Hirten zeigt. Im Auszugsbild Halbfigurendarstellung des Hl. Franz Xaver.

#### Heilig-Kreuz-Altar
Klassizistisches zweisäuliges Ädikularetabel im noch traditionellen barocken Aufbau. Der Vorgänger dieses Altares wurde 1765 im Langhaus errichtet. Das große Altarblatt von beachtlichem künstlerischem Niveau stellt die Kreuzigung Christi dar, mit den Trauernden Johannes, Maria und Maria Magdalena. In den Seitenteilen Ovalbilder mit der Darstellung der Geißelung und Dornenkrönung Christi. Die Architektur des Altares ist alabasterweiß gefasst, die Ornamente sind vergoldet.

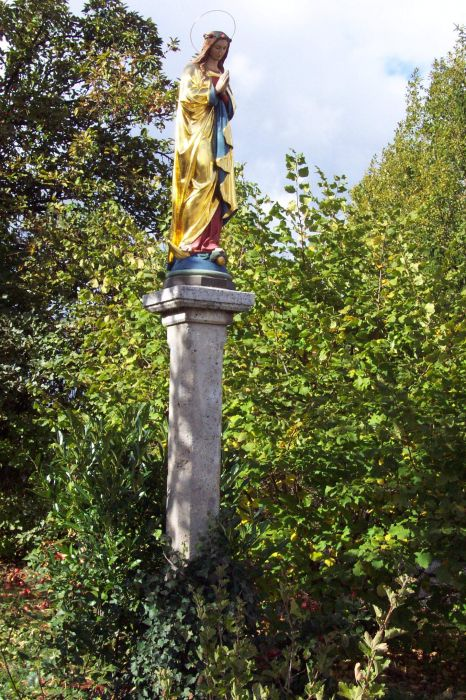
Mariensäule vor dem Pfarr- und Jugendheim